# Janów (powiat miński)
Janów – wieś  w Polsce położona w województwie mazowieckim, w powiecie mińskim, w gminie Mińsk Mazowiecki. Leży we wschodniej części gminy, przy drodze krajowej nr 92.
Wieś wchodzi w skład sołectwa Janów i Ignaców.
| SIMC    | Nazwa      | Rodzaj    |
| ------- | ---------- | --------- |
| 0681721 | Walerianów | część wsi |

W latach 1975–1998 miejscowość należała administracyjnie do województwa siedleckiego.
Duża wieś z zespołem szkół ponadgimnazjalnych, szkołą podstawową i portem lotniczym (lotnisko Mińsk Mazowiecki).  Na terenie miejscowości znajduje się utworzona w 1932 roku jednostka Ochotniczej Straży Pożarnej (typ S1).
Wierni Kościoła rzymskokatolickiego należą do parafii św. Antoniego w Ignacowie.

## Zabytki
- Pałac w Janowie. We frontonie znajdują się herby ostatnich właścicieli: Topór - Ceglińskich, Pilawa - Potockich[10].

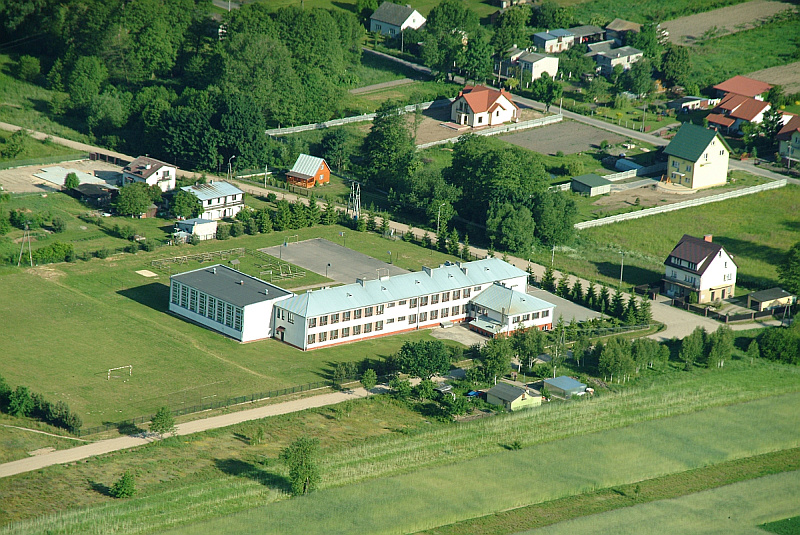
Szkoła Podstawowa w Janowie
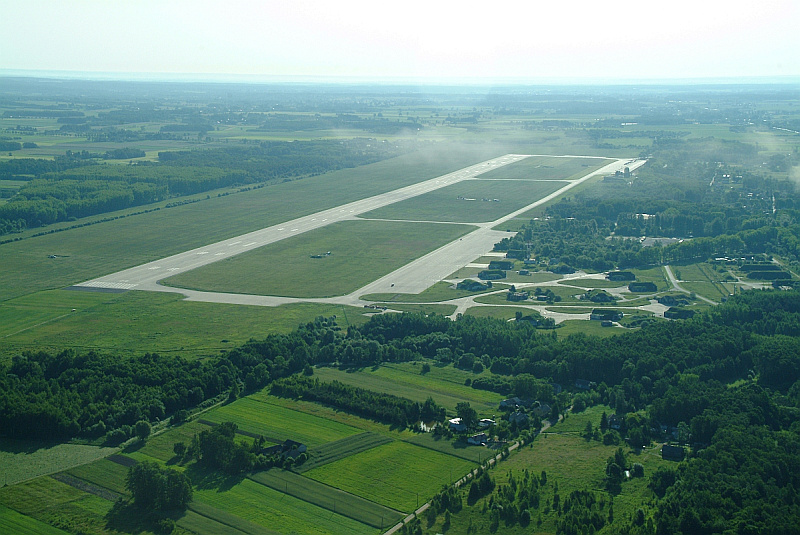
Lotnisko w Janowie